# 127196 Hanaceplechová
127196 Hanaceplechová è un asteroide della fascia principale. Scoperto nel 2002, presenta un'orbita caratterizzata da un semiasse maggiore pari a 2,6333870 UA e da un'eccentricità di 0,1421643, inclinata di 5,51312° rispetto all'eclittica.